# アンドリュー・ドスト
アンドリュー・ポール・ドスト（Andrew Paul Dost、1983年4月10日 - ）は、アメリカ合衆国のシンガーソングライター、マルチプレイヤー、作曲家。メタル・バブル・トリオ（Metal Bubble Trio）のメンバーで、2003年から2007年まではアナサロ、2008年から2015年まではFUN.のメンバーとして活動していた。

## 生い立ち
ミシガン州フランクフォートで、フランクフォート高校の教師だった両親のもとに生まれる。
ミシガン州キャス・シティやフランクフォートで育ち、9歳の時にピアノの演奏、5年生の時にトランペットの演奏、13歳の時にギターの演奏を始めた。2001年にフランクフォート高校の総代として卒業。2005年に中央ミシガン大学を卒業した。
ドストの父は「アンドリューはフリューゲルホルン、鍵盤楽器、ギター、メロディカ、ドラムを演奏するから、私たちはいつも音楽の道を勧めていた。歌うこともできたからね。私はアンドリューがやりたいことをやって、それで生計を立てることができることをとても喜び、そして誇りに思うよ。車の支払いまでうまくいくかどうか疑問に思うだろうけど、親としては子供が満足できることを願っているよ」と語っている。

## 経歴

### 2003年 - 2007年: アナサロ

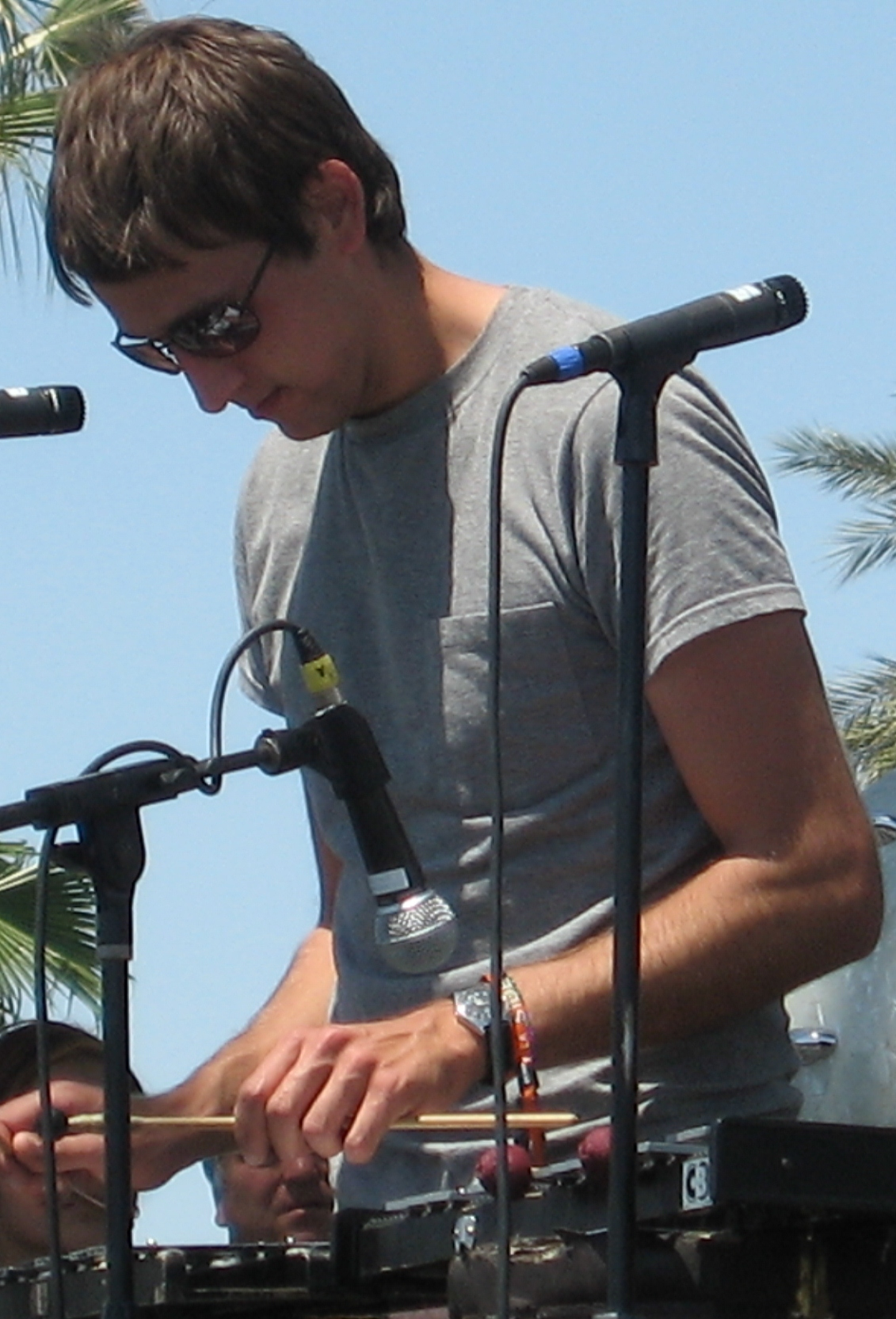
『コーチェラ・フェスティバル』で演奏するドスト（2007年）

2003年にアナサロに加入し、鍵盤楽器とフリューゲルホルンを担当。2007年に初のフル・アルバム『Floating World』を発売。その後楽曲制作、録音作業、ツアーなどを続けるも2007年に脱退。ドストは脱退理由をアナサロの活動拠点がミシガン州からシカゴに移ったことを挙げている。
脱退後の2008年11月18日に発売されたスタジオ・アルバム『Canopy Glow』にゲスト参加した。

### 2008年 - 2015年: FUN.
2008年、ネイト・ルイスに誘われ、ルイスやスティール・トレインのジャック・アントノフとともにインディー・ポップ・バンドであるFUN.を結成。2人とは過去にライブで共演したことがあったため面識があった。
2009年8月25日にNettwerk Recordsからデビュー・スタジオ・アルバム『エイム・アンド・イグナイト』を発売。同作はBillboard 200で最高位71位を記録した。
2012年2月21日、2作目のスタジオ・アルバム『サム・ナイツ 〜蒼い夜〜』をフュエルド・バイ・ラーメンから発売。Billboard 200で初登場3位を記録し、2022年2月までにアメリカ国内で300万枚以上の売上を記録した。同作からの第3弾シングルである「キャリー・オン」のミュージック・ビデオではオリジナルスコアを手がけた。
2015年2月5日、公式サイト上でFUN.の活動休止と各メンバーがソロ活動に専念することを発表。

### その他の活動
2009年5月26日、ソロアルバム『Columbus』を発売。
2014年、DOGTVのために楽曲提供を行なう。
2015年に公開された映画『バッド・ブロマンス』のサウンドトラックの作曲をアントノフとともに手がけた。同年11月4日に発売されたザッド・ドッグの楽曲「Mean What I Say」に客演した。
2016年4月29日、第25回デトロイト・ミュージック・アワードの式典で演奏。
2021年、拠点を地元であるミシガン州に移す。同時期よりインターロッケン・センター・フォー・ジ・アーツでシンガーソングライター育成プログラムの講師を務めている。
2022年、メタル・バブル・トリオを結成。

## 作品

### アナサロ
- Floating World（2006年）

### FUN.
- 『エイム・アンド・イグナイト』 – Aim and Ignite（2009年）
- 『サム・ナイツ 〜蒼い夜〜』 – Some Nights（2012年）

### ソロ作品
シングル
- "Mean What I Say"（2015年）※ザッド・ドッグ with アンドリュー・ドスト

スタジオ・アルバム
- Columbus（2009年）

### サウンドトラック
- 『バッド・ブロマンス』 – The D Train（2015年）[22][23]
- It's Me, Hilary: The Man Who Drew Eloise（2015年）[29]
- Beirut Dreams in Color（2022年）[30]
- Marqueetown（2024年）[31][32]